# تریورو
تریورو (به ایتالیایی: Trivero) یک کومونه در ایتالیا است که در استان بیه‌لا واقع شده‌است.

## خصوصیات
تریورو ۲۹٫۹ کیلومترمربع مساحت و ۶٬۶۶۳ نفر جمعیت دارد و ۷۳۹ متر بالاتر از سطح دریا واقع شده‌است.